# 八路军兵工厂高峪旧址
八路军兵工厂高峪旧址，又称军工部三所、高峪兵工厂，位于中华人民共和国山西省晋中市左权县芹泉镇高峪村，已列为山西省文物保护单位。

## 保护
2021年8月4日，八路军兵工厂高峪旧址由山西省人民政府公布为第六批山西省文物保护单位，编号6-296。